# Bathurst Inlet (rock)

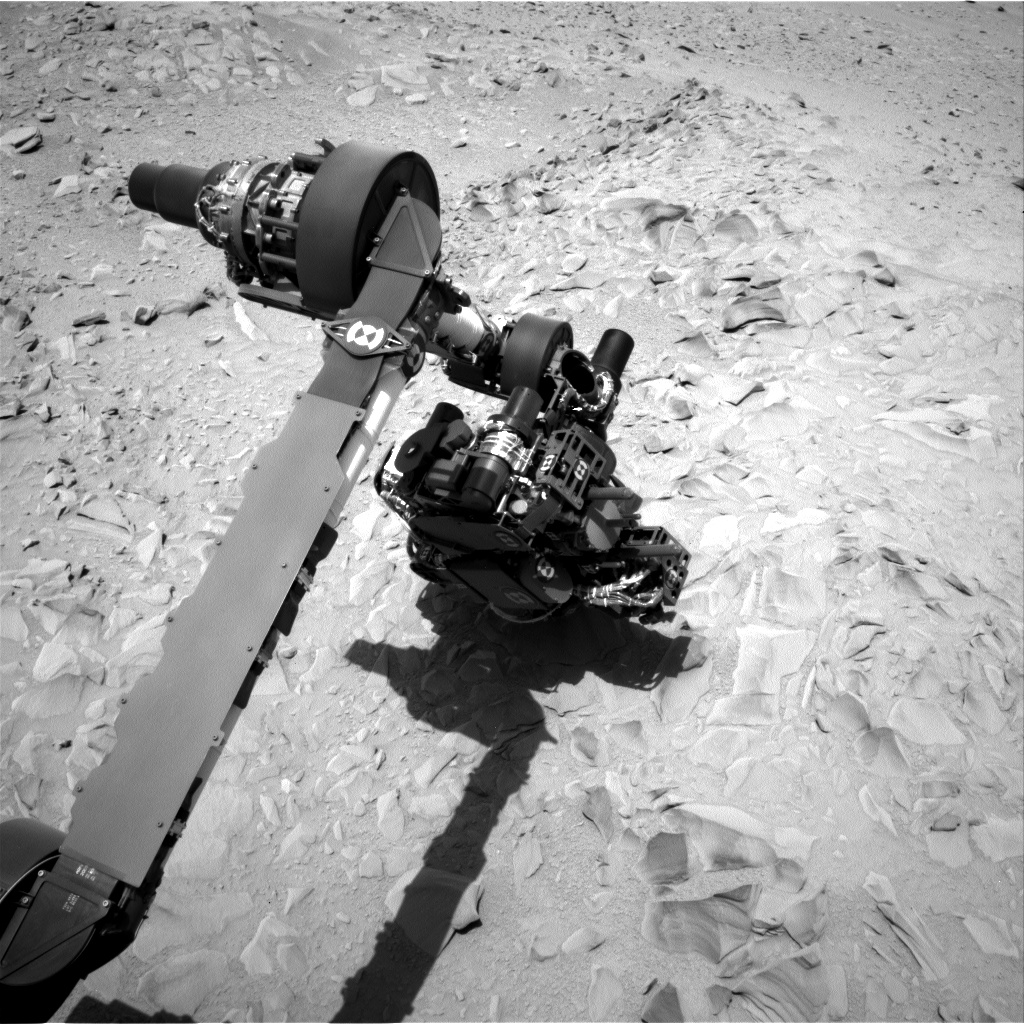
El Curiosity estudiando la roca Bathurst Inlet en Marte.

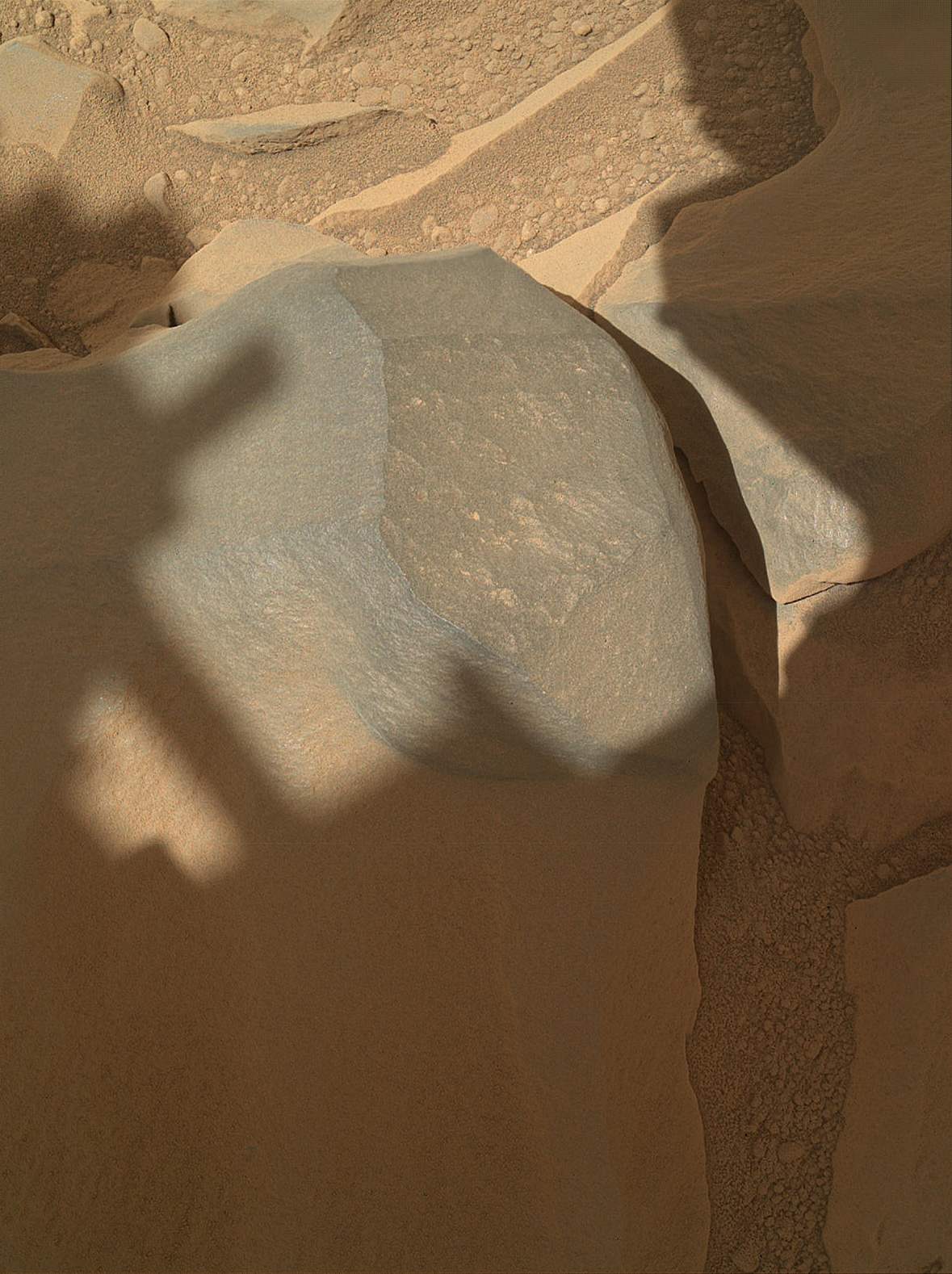
Imagen tomada por el rover Curiosity (30 de septiembre de 2012). Dimensiones originales de la muestra fotografiada: 16 x 12cm

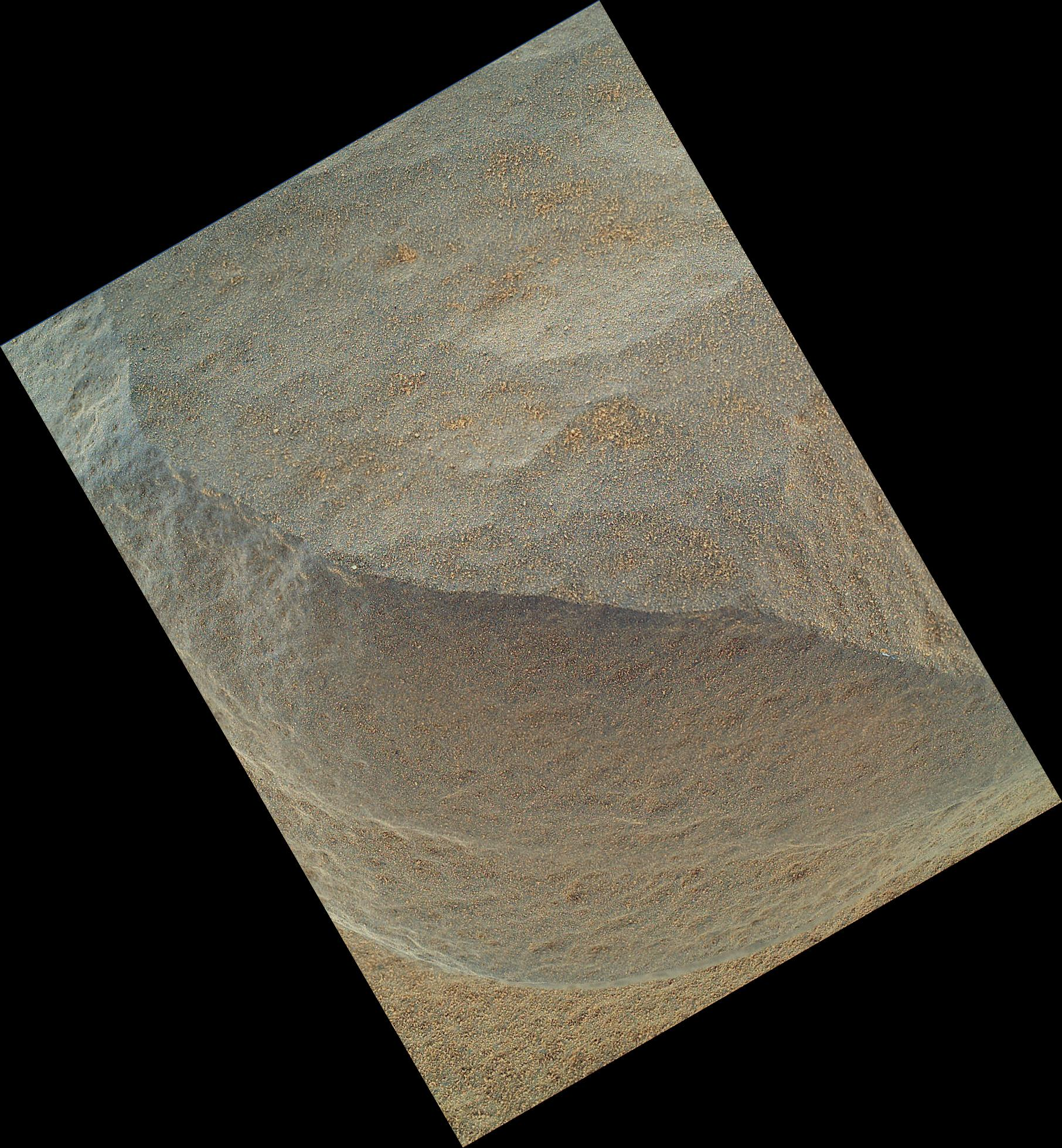
Detalle de la imagen anterior. Dimensiones del área mostrada: 3,3 x 2,5 cm

Bathurst Inlet es una roca marciana encontrada en la superficie de Aeolis Palus, que se ubica entre Peace Vallis y Aeolis Mons ("Monte Sharp"), dentro del cráter de Gale. Fue encontrada por el rover Curiosity mientras se desplazaba desde Bradbury Landing a Glenelg Intrigue el 30 de septiembre de 2012 y fue denominada Bathurst Inlet, en referencia a un profundo golfo ubicado en la costa norte de la parte continental de Canadá. Las coordenadas aproximadas de su emplazamiento son: 4°35′S 137°26′E / -4.59, 137.44.
El equipo que manipulaba el rover desde la NASA evaluó la roca como un objetivo adecuado para hacer uso de uno de los instrumentos de contacto del Curiosity, el Mars Hand Lens Imager (MAHLI), así como del espectrómetro alfa-protón de rayos X (APXS). La roca tiene un color gris oscuro y parece contener granos o cristales, lo que de ser cierto implicaría que son más finos de lo que las cámaras del Curiosity pueden estimar: menos de 80 μm de tamaño.